# Grand Prix automobile de Monaco 1981
Résultats du Grand Prix de Monaco 1981, couru sur le circuit de Monaco le 31 mai 1981.

## Classement

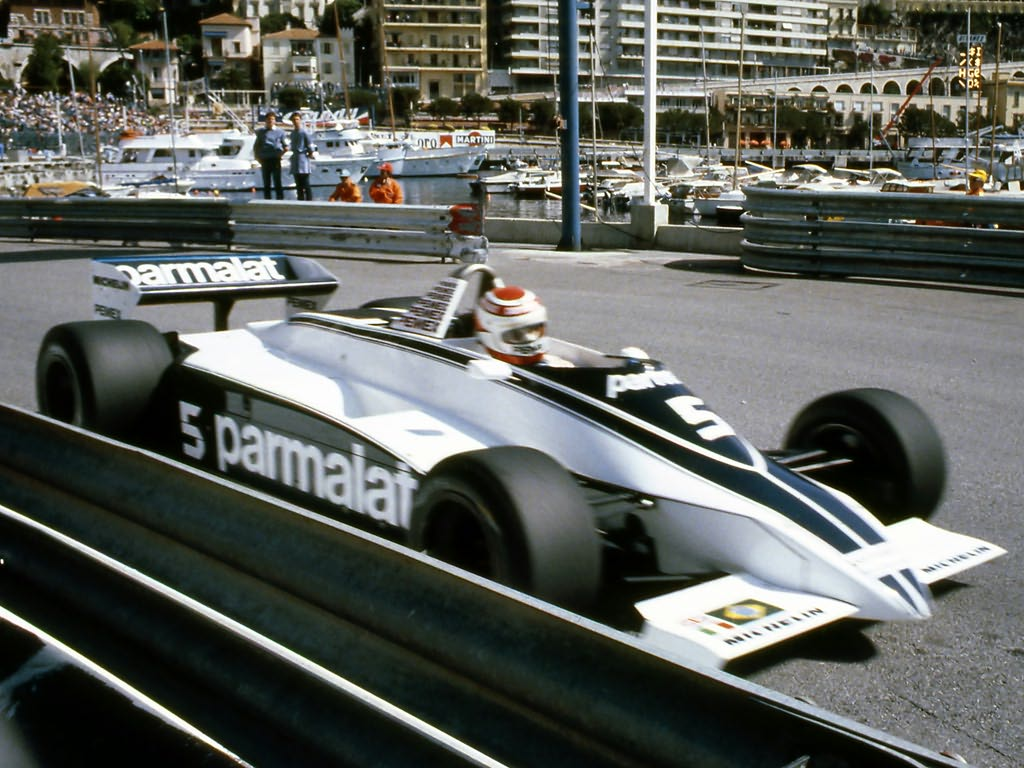
Nelson Piquet, sur Brabham BT49, réalise la pole position à Monaco

| Pos. | No | Pilote                | Écurie          | Tours | Temps/Abandon                     | Grille | Points |
| ---- | -- | --------------------- | --------------- | ----- | --------------------------------- | ------ | ------ |
| 1    | 27 | Gilles Villeneuve     | Ferrari         | 76    | 1 h 54 min 23 s 38 (132,029 km/h) | 2      | 9      |
| 2    | 1  | Alan Jones            | Williams-Ford   | 76    | + 39 s 91                         | 7      | 6      |
| 3    | 26 | Jacques Laffite       | Ligier-Matra    | 76    | + 1 min 29 s 24                   | 8      | 4      |
| 4    | 28 | Didier Pironi         | Ferrari         | 75    | + 1 tour                          | 17     | 3      |
| 5    | 3  | Eddie Cheever         | Tyrrell-Ford    | 74    | + 2 tours                         | 15     | 2      |
| 6    | 14 | Marc Surer            | Ensign-Ford     | 74    | + 2 tours                         | 19     | 1      |
| 7    | 33 | Patrick Tambay        | Theodore-Ford   | 72    | + 4 tours                         | 16     |        |
| Abd. | 5  | Nelson Piquet         | Brabham-Ford    | 53    | Accident                          | 1      |        |
| Abd. | 7  | John Watson           | McLaren-Ford    | 53    | Fuite d'huile                     | 10     |        |
| Abd. | 4  | Michele Alboreto      | Tyrrell-Ford    | 50    | Collision                         | 20     |        |
| Abd. | 23 | Bruno Giacomelli      | Alfa Romeo      | 50    | Collision                         | 18     |        |
| Abd. | 15 | Alain Prost           | Renault         | 45    | Moteur                            | 9      |        |
| Abd. | 2  | Carlos Reutemann      | Williams-Ford   | 34    | Boîte de vitesses                 | 4      |        |
| Abd. | 16 | René Arnoux           | Renault         | 32    | Accident                          | 13     |        |
| Abd. | 11 | Elio De Angelis       | Lotus-Ford      | 32    | Moteur                            | 6      |        |
| Abd. | 29 | Riccardo Patrese      | Arrows-Ford     | 29    | Boîte de vitesses                 | 5      |        |
| Abd. | 12 | Nigel Mansell         | Lotus-Ford      | 16    | Suspension                        | 3      |        |
| Abd. | 30 | Siegfried Stohr       | Arrows-Ford     | 15    | Alimentation                      | 14     |        |
| Abd. | 8  | Andrea De Cesaris     | McLaren-Ford    | 0     | Collision                         | 11     |        |
| Abd. | 22 | Mario Andretti        | Alfa Romeo      | 0     | Collision                         | 12     |        |
| Nq.  | 20 | Keke Rosberg          | Fittipaldi-Ford |       | Non qualifié                      |        |        |
| Nq.  | 25 | Jean-Pierre Jabouille | Ligier-Matra    |       | Non qualifié                      |        |        |
| Nq.  | 6  | Héctor Rebaque        | Brabham-Ford    |       | Non qualifié                      |        |        |
| Nq.  | 21 | Chico Serra           | Fittipaldi-Ford |       | Non qualifié                      |        |        |
| Nq.  | 32 | Piercarlo Ghinzani    | Osella-Ford     |       | Non qualifié                      |        |        |
| Nq.  | 31 | Beppe Gabbiani        | Osella-Ford     |       | Non qualifié                      |        |        |
| Npq. | 10 | Slim Borgudd          | ATS-Ford        |       | Non préqualifié                   |        |        |
| Npq. | 18 | Derek Daly            | March-Ford      |       | Non préqualifié                   |        |        |
| Npq. | 17 | Eliseo Salazar        | March-Ford      |       | Non préqualifié                   |        |        |
| Npq. | 35 | Brian Henton          | Toleman-Hart    |       | Non préqualifié                   |        |        |
| Npq. | 36 | Derek Warwick         | Toleman-Hart    |       | Non préqualifié                   |        |        |

## Pole position et record du tour
- Pole position : Nelson Piquet en 1 min 25 s 71 (vitesse moyenne : 139,111 km/h).
- Meilleur tour en course : Alan Jones en 1 min 27 s 47 au 48e tour (vitesse moyenne : 136,312 km/h).

## Tours en tête
- Nelson Piquet : 53 (1-53)
- Alan Jones : 19 (54-72)
- Gilles Villeneuve : 4 (73-76)

## À noter
- 5e victoire pour Gilles Villeneuve.
- 80e victoire pour Ferrari en tant que constructeur.
- 80e victoire pour Ferrari en tant que motoriste.
- Le Grand Prix débute avec une heure de retard à cause d'un incendie dans l'hôtel qui se trouve au-dessus du tunnel du circuit car les lances à incendie des pompiers ont partiellement noyé une partie de la piste dans le tunnel.